# Tuokou
Tuokou är en ort i Kina. Den ligger i provinsen Hunan, i den södra delen av landet, omkring 350 kilometer väster om provinshuvudstaden Changsha. Antalet invånare är 2 350.
Runt Tuokou är det ganska tätbefolkat, med 155 invånare per kvadratkilometer. Närmaste större samhälle är Qiancheng, 15,4 km öster om Tuokou. I omgivningarna runt Tuokou växer i huvudsak blandskog.
Genomsnittlig årsnederbörd är 1 725 millimeter. Den regnigaste månaden är maj, med i genomsnitt 282 mm nederbörd, och den torraste är december, med 52 mm nederbörd.